# Метилглиоксалевый шунт
Метилглиокса́левый шунт — метаболический путь, встречающийся у некоторых бактерий и представляющий собой отличный от гликолитических реакций путь окисления дигидроксиацетонфосфата до пирувата.

## Механизм и регуляция

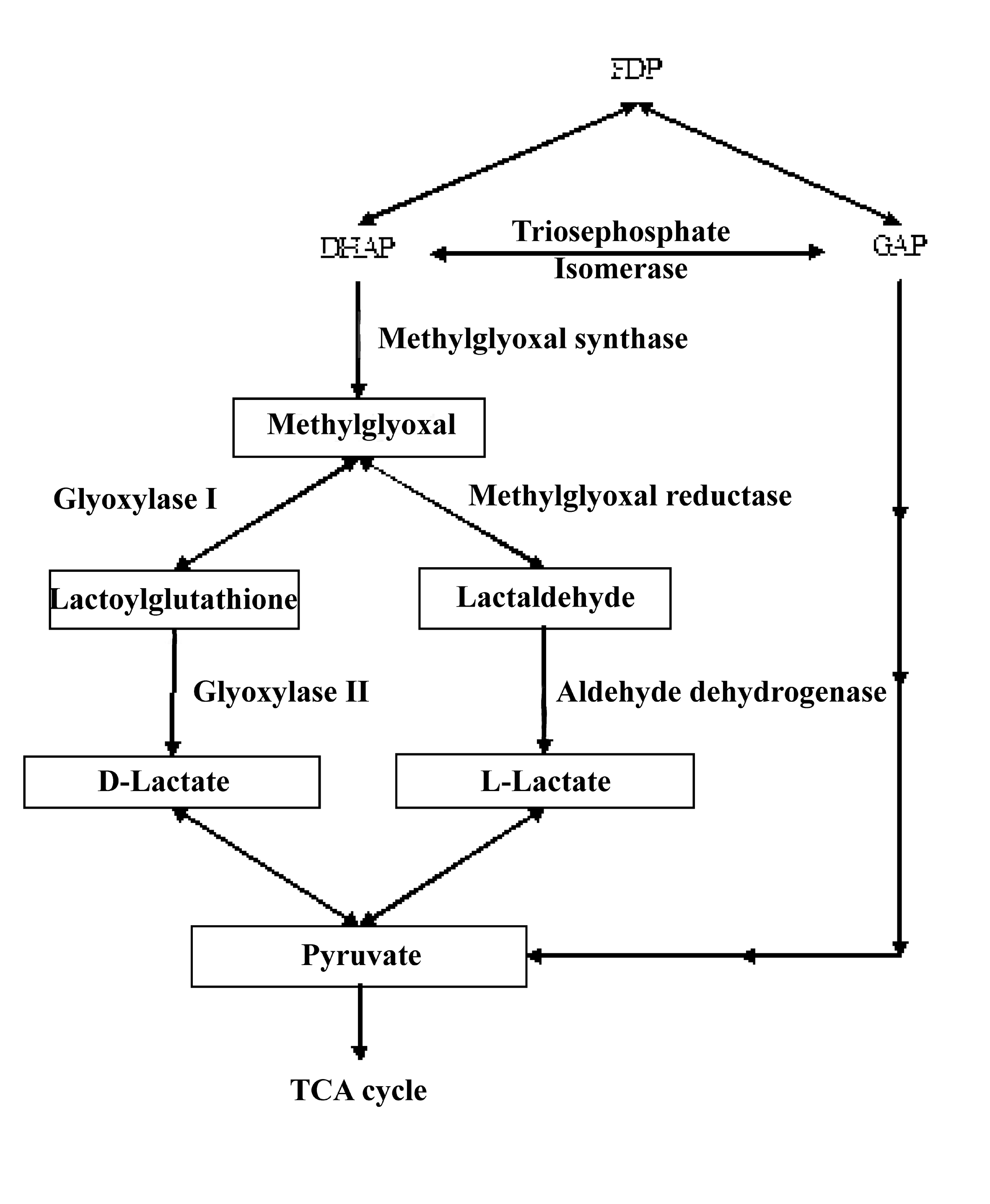
Метилглиоксалевый шунт

Когда окисление глицеральдегид-3-фосфата на стадии 6 гликолиза глицеральдегид-3-фосфатдегидрогеназой ограничено низким содержанием фосфата в среде, у Escherichia coli и некоторых других бактерий дигидроксиацетонфосфат окисляется до пирувата через три реакции, составляющие метилглиоксалевый шунт. В реакции 1 метилглиоксальсинтаза отщепляет фосфат от дигидроксиацетонфосфата с образованием метилглиоксаля. В реакции 2 метилглиоксаль присоединяет воду, превращаясь в лактат. При этом образуется 2 формы лактата: D-лактат и L-лактат. Превращение метилглиоксаля в L-лактат осуществляют следующие ферменты: метилглиоксальредуктаза преобразует метилглиоксаль в лактальдегид, а лактальдегид превращается в L-лактат под действием альдегиддегидрогеназы. Превращение метилглиоксаля в D-лактат осуществляет глиоксалазный ферментный комплекс: глиоксилаза I преобразует метилглиоксаль в лактоилглутатион, который далее преобразуется в D-лактат под действием глиоксилазы II. В реакции 3 L-лактат и D-лактат окисляются мембраносвязанной флавин-содержащей D-лактатооксидазой до пирувата. Последний обычно вовлекается в цикл трикарбоновых кислот. Энергетически метилглиоксалевый путь менее выгоден, чем соответствующие реакции гликолиза.   

## Значение
Метилглиоксалевый шунт не приводит к образованию ATP и не является альтернативой гликолизу. Было высказано предположение, что метилглиоксалевый шунт облегчает перенесение стресса у клеток, вызванного повышенным уровнем фосфатов сахаров в среде. Однако метилглиоксаль — чрезвычайно токсичное соединение и задерживает рост E. coli уже в миллимолярных концентрациях. Он может взаимодействовать с нуклеофильными центрами таких макромолекул, как ДНК, РНК и белки. В связи с этим предполагается, что метилглиоксаль задерживает рост бактерий, влияя на синтез белков, и тем самым предотвращает репликацию ДНК.

## Регуляция

Метилглиоксаль

Из-за токсичности метилглиоксаля его образование строго контролируется. Даже увеличение экспрессии метилглиоксальсинтазы в 900 раз у E. coli приводит к накоплению лишь небольших количеств метилглиоксаля. Метилглиоксальсинтаза активируется дигидроксиацетонфосфатом, а если содержание фосфата в среде высоко, то метилглиоксалевый шунт не функционирует, так как метилглиоксальсинтаза ингибируется фосфатом. Фермент триозофосфатизомераза обеспечивает изомеризацию глицеральдегид-3-фосфата в дигидроксиацетонфосфат. Дальнейшее превращение глицеральдегид-3-фосфата в пируват по гликолитическому пути начинается ферментом триозофосфатдегидрогеназой. Низкое содержание фосфата в среде подавляет триозофосфатдегидрогеназу, из-за чего глицеральдегид-3-фосфат начинает преобразовываться в дигидроксиацетонфосфат, а он, в свою очередь, усиливает активность метилглиоксальсинтазы и увеличивает образование метилглиоксаля. 
Установлено, что у бактерии Klebsiella aerogenes образование метилглиоксаля активируется, когда к медленно растущей культуре резко добавляется глюкоза. У E. coli активация метилглиоксалевого шунта происходит не только при недостатке фосфата в среде, но и когда из-за мутации или добавления cAMP нарушается регуляция потребления клеткой глюкозо-6-фосфата или других углеродных субстратов, например, ксилозы, лактозы, арабинозы, глицерина или глюконата.